# Кузьмичёв, Егор Кузьмич
Егор Кузьмич Кузьмичёв (23 апреля 1867 — 25 апреля 1933) — крестьянский поэт-самоучка.

## Биография
Родился в 1867 год в маленькой деревушке Васильевское Кульпинской волости Волоколамского уезда Московской губернии. Родители были крестьяне, отец занимался позолотным ремеслом, знал грамоту.
Егор девятилетним мальчиком поступил учиться в сельскую школу, где учился до смерти отца.
С тринадцати лет начал учиться позолотному ремеслу в своем доме, которым после смерти отца занимался старший брат (тоже Егор). Тогда уже много читает и часто рисует. Первые прочитанные книги — «Бова Королевич», «Гуак», « Францель Венециан», «Громобой», «Князь Серебряный», «Япанча, татарский наездник», «Буря в стоячих водах» (Пазухин). Так прожил до 16 лет, когда позолотная работа в доме прекратилась и его отправили в Москву на заработки.
Прожив три года в Москве, возвратился в деревню, где женился, вновь занявшись сельским хозяйством и позолотным ремеслом.
Старший брат отделился и ушел в Москву на вольное житьё, средний брат Павел служил в солдатах, и Егор остался с матерью, женою и детьми заниматься хозяйством.
Удалось вновь развить иконостасное дело, через которое познакомился с «привилегированным классом» — священниками, купцами, учителями. Брал у них книги и журналы («Нива», «Родина», «Вокруг Света»).
Когда вернулся средний брат Павел, стали выписывать газету «Свет», издания Комарова, появилось больше времени для чтения.
Когда Егору Кузьмичу было 32 года, случайно прочел стихотворение знакомого крестьянина А. Н. Котова на тему о горькой крестьянской доле. Однажды по делам отправился в Москву, где познакомился с поэтом Шкулевым. Тот познакомил его с Михаилом Леонидовичем Леоновым (литературный псевдоним — Максим Горемыка). Егор Кузьмич показал стихотворение Котова Леонову, который дал совет Котову более читать лучших русских авторов, чтобы правильно знать родной язык.
Получив совет что читать, привез с собой в деревню книги известных писателей: Пушкина, Гоголя, Тургенева, Достоевского, Гончарова, Григоровича, Л. Толстого, Белинского, Добролюбова, Г. Успенского, Гаршина, Короленко, Рубакина, Чехова, Горького, Лермонтова, Кольцова, Некрасова, Никитина, Надсона, Сурикова, А. П. Барыковой и др. С тех пор совершенно отдался литературе и при случае посещал музеи, театры, картинные галереи.
В 1899 году написал первое стихотворение. В том же году Леонов познакомил его с автором деревенских рассказов С. Т. Семёновым, проживающем в 20 верстах от деревни Васильевское. Семенов предложил свою библиотеку, дал направление по физике, химии и естествознанию.
Первые стихотворения послал Николаю Александровичу Рубакину, который посоветовал не оставлять авторского труда. Стал еще охотнее заниматься самообразованием, выписывать журналы: «Русское богатство», «Мир Божий», «Для всех». В 1901 году печатал стихотворения в журнале «Муравей» (издаваемом Г. Федоровичем-Давыдовым).
Большим событием в жизни Егора Кузьмича была его встреча в 1928 году с писателем Максимом Горьким. В память о встрече поэт фотографировался с ним (фото есть в газете «Московская деревня» за 22 июня 1929 года № 70(523)).
Последние годы жизни провёл в деревне Холстниково Волоколамского района. Умер в 1933 году в возрасте 66 лет и был похоронен на Власьевском кладбище в г. Волоколамске. По другим сведениям, похоронен на братском кладбище в Волоколамске, рядом с могилой революционера-коммуниста Евсеенко, одного из первых председателей волоколамского уездного исполнительного комитета.

## Литературная деятельность
С 1901 года стихи Егора Кузьмичева стали печататься в журналах «Муравей», «Детское чтение», «Детский друг», «Маяк», сборниках издания «Посредник».
В Москве в 1904 году вышла книга «Думы за работой», где на титульном листе было написано: «рассказы и стихотворения крестьянина Егора Кузьмичёва». Затем последовал сборник «Разрыв-трава», который доставил ему широкую известность.
Печатался на страницах сборника товарищества библиотек «Луч», где были в 1906 год опубликованы его рассказы «По наследству», «Большой подряд», стихотворение «Сон» и другие. Его рассказы стали встречаться в сборниках и журналах «К заветной цели», «Юная Россия», «Народное слово», «Доля бедняка», «Простое слово», «Простая жизнь».
В 1907—1912 гг. Кузьмичёв печатается под псевдонимом «Крестьянин Е. К., Волоколамский нищий» (скрываясь от политических репрессий).
Московское издательство «Друг» в 1917 году выпустило 2-е издание книги стихов «Из тьмы» (это была последняя книга дореволюционного издания).
После революции поэт активно участвует в пролетарском литературном движении, печатает ряд стихов, воспевая пролетарскую революцию.
В 1907 году Егор Кузьмич становится членом Союза крестьянских писателей.
В 1920—1929 гг. Егор Кузьмич сотрудничает с журналами «Трудовая нива», «Город и деревня», «Жернов» и «Путь рабселькора». Выходят сборники с произведениями поэта «Чернозем», «Поэзия рабочих профессий», «Машина», «Колосья». Стихотворения Е. К. Кузьмичева печатаются в хрестоматиях, в ежемесячном литературном сатирическом журнале писателей из народа «Ясный сокол».
Егор Кузьмич был неутомимым сельским корреспондентом. Его стихотворения, рассказы, очерки публикуются в газетах «Правда», «Беднота», «Крестьянская газета», «Московская деревня», «Труд», «Взаимопомощь», «Молодой ленинец», журналах «Работница», «Крестьянка», «Красный пахарь» (местное издание).
В мае 1925 года поэт становится участником I-ой Мосгубконференции крестьянских писателей, а в июне 1929 года — участником I-го Всероссийского Съезда крестьянских писателей.

### Журналистика
В 1920—1930 годах Кузьмичёв сотрудничает в литературно-художественном журнале «Трудовая нива», журналах «Город и деревня», «Путь рабселькора», в уездной газете «Красный пахарь», в «Правде», «Крестьянской газете», «Труде», журналах «Крестьянка» и «Работница».

## Общественно-политическая деятельность

### Участие в митингах
В 1905 году Кузьмичёв является одним из активных участников революционного движения в уезде. «1905 год сделал крутой поворот в моей жизни, толкнув на революционный путь меня и мою поэзию», — вспоминал Е. К. Кузьмичёв.
Его первое выступление на митинге состоялось 21 ноября 1905 года, в школе в селе Белая Колпь. Следующее выступление прошло 25 ноября, на Кульпинском волостном митинге-собрании. Выдвигались конституционные требования, высказывалось нежелание отдавать сыновей в солдаты, платить оброки. Начались обыски, аресты. Полиция начала разыскивать и Е. К. Кузьмичёва. Ему пришлось покинуть родные места и скрываться в Москве у друзей.
Егор Кузьмичёв был участником Марковской республики.

### Начальник милиции
В марте 1917 года крестьянский поэт Егор Кузьмичёв был избран народом на должность начальника Ярополецкого участка милиции, в который входили территории четырех волостей Волоколамского уезда — Яропольской, Кульпинской, Лотошинской и Марковской.
Для канцелярии народной милиции братья Кузьмичёвы отдают половину своего дома. Егор Кузьмич руководил разоружением ярополецкого пристава и полицейских.

### Депутат
После февральской революции Егор Кузьмичёв избирается крестьянами Волоколамского уезда на 1-й съезд крестьянских депутатов Московской губернии, состоявшийся 29 апреля 1917 года. В первые дни образования Советской власти Кузмичёв избирается депутатом Волоколамского уездного Совета крестьянских депутатов, а затем в Московских губернский Совет крестьянских депутатов.

### После октябрьской революции
В первые дни установления Советской власти в уезде поэт участвует в налаживании культурной жизни на селе. При его участии открываются народные дома в Кульпине, Белой Колпи, в деревне Васильевское — клуб им. В. И. Ленина (работали сельскохозяйственный и хоровой кружки, драматическая секция). В сельском клубе Кузьмичёв бывал часто, разучивал с молодежью новые песни, читал свои стихи.

## Сельское хозяйство
Поэт проводит многочисленные опыты по сельскому хозяйству: по использованию различных приемов в обработке земли, внесению удобрений в почву. В 1925 году Кузьмичёв избирается членом сельскохозяйственной секции Мосгубисполкома.
В этот период выходят его корреспонденции, посвященные сельскому хозяйству: «Чудо-сортировка», «Что надо сеять», «На пути к лучшему», опубликованные в журнале «Новая деревня».
Стихотворение «Без бар» посвящено событиям завершения перехода в 1927 году Волоколамского уезда на монопольную систему.
В 1929 году Е. К. Кузьмичёв один из первых со своей семьей вступает в колхоз имени Калинина, организованный в деревне Хворостинино.

## Семья
Внук Егора Кузьмича — актер театра и кино Александр Павлович Кузьмичев (род. 1944)

## Память
30 (31?) августа 2013 года на доме № 21 по улице Советская в городе Волоколамске, где в 1930—1933 годах жил Егор Кузьмич Кузьмичев, была открыта мемориальная доска.

## Книги
- Думы за работой. Рассказы и стихотворения крестьянина Егора К. Кузьмичёва с портретом автора, М. — Отд. т-ва Типо-Лит. И. М. Машистова, Никольская, д. гр. Шереметева, 1904 г.
- Большой подряд. Рассказ. Изд-во «Луч». 1906 г.
- На помощь. Рассказ. 1909 (10?) г.
- Под крестом. Рассказ. 1909 (10?) г.
- «Из тьмы». Стихотворения. 1910 г. (2-е издание: М. Изд-во «Друг». 1917 г.)

### Участие в сборниках
- Литературный сборник «Луч». Изд. «Товарищеская библиотека» — М., Товарищество Типо-Литографии И. М. Машистова, Никольская, Черкасский пер., д. гр. Шереметева, 1906
- «Ясное утро» Всеволод Флёров, учебные пособия для трудовой школы, книжка третья для 3 и 4 года обучения — М., Государственное издательство Москва (рассказ Кузьмичёва «К светлой цели») 1924 г.

### Публикации в периодике
- Газета «Московская деревня» от 9 июля 1925. Раздел «Литературные всходы». Биографическая статья «Жизнь крестьянина-поэта Е.Кузьмичёва» и стихотворения («В гости», «Под инеем»).

### Периодические издания
- Газета «Сельская новь» 14 июля 1964 года № 111 (438) (г. Волоколамск) — статья Вадима Кедрова «Певец родного края»)
- Газета «Волоколамский колхозник» 27 апреля 1933 года № 50 (312) — некролог Е. К. Кузьмичеву